# Епархия Санта-Марты

Герб епархии Санта-Марты

Епархия Санта-Марты (лат. Dioecesis Sanctae Marthae) — епархия Римско-Католической церкви с центром в городе Санта-Марта, Колумбия. Епархия Санта-Марты входит в митрополию Барранкильи. Кафедральным собором епархии Санта-Марты является церковь святой Марты.

## История
В 1529 году Святой Престол учредил епархию Санта-Марты. Предположительно епархия Санта-Марты была выделена из епархии Санто-Доминго (сегодня — Архиепархия Санто-Доминго) или епархии Панамы (сегодня — Архиепархия Панамы). Первоначально епархия Марты входила в митрополию Севильи. 12 февраля 1546 года епархия Санта-марты вошла в митрополию Санто-Доминго.
В 1533 году в Санта-Марте был построен кафедральный собор святой Марты.
11 сентября 1652 года епархия Санта-Марты была возведена в ранг архиепархии, но вскоре кафедра архиепархии была переведена в Боготу, а статус архиепархии Санта-Марты был понижен до территориальной прелатуры. 15 сентября 1577 года в Санта-Марте снова была восстановлена епархия.
В 1788 году в Санта-марте была основана семинария.
20 июня 1900 года епархия Санта-Марты вошла в митрополию Картахены.
В следующие годы епархия Санта-Марты передала часть своей территории для возведения новых католических церковных структур:
- 17 января 1905 года — апостольскому викариату Гуахиры (сегодня — упразднён);
- 2 апреля 1928 года — апостольской префектуре Рио-Магдалены (сегодня — Епархия Барранкабермехи);
- 1 августа 1951 года — апостольской префектуре Бертрана (сегодня — Епархия Тибу);
- 26 октября 1962 года — епархии Оканьи.

26 апреля 1969 года епархия Санта-Марты вошла в митрополию Барранкильи.
17 января 2006 года епархия Санта-Марты передала часть своей территории новой епархии Эль-Банко.

## Ординарии епархии
- епископ Tomás Ortiz O.P. (15.11.1529 — 21.06.1532);
- епископ Alonso de Tobes (9.01.1534 — ?);
- епископ Juan Fernando Angulo (6.09.1536 — июль 1542);
- епископ Martín de Calatayud O.S.H. (19.12.1543 — 9.11.1548);
- епископ Juan de los Barrios O.F.M.Obs. (2.04.1552 — 22.03.1564) — назначен архиепископом Санта-Фе в Новой Гранаде;
- епископ Juan Méndez de Villafranca O.P. (15.04.1577 — декабрь 1577);
- епископ Sebastián Ocando O.F.M.Obs. (6.02.1579 — 21.06.1619);
- епископ Leonel de Cervantes y Caravajal (17.03.1621 — 1.12.1625) — назначен епископом Сантьяго-де-Кубы;
- епископ Lucas García Miranda (15.12.1625 — 1629);
- епископ Antonio Conderina Vega O.S.A. (16.12.1630 — 1640);
- епископ Juan del Espinar Orozco O.P. (16.06.1642 — 1652);
- епископ Francisco de la Cruz O.P. (25.02.1658 — 1660);
- епископ Francisco de la Trinidad Arrieta O.P. (5.09.1661 — 1664) — назначен епископом Попаяна;
- епископ Melchor Liñán y Cisneros (6.10.1664 — 16.01.1668) — назначен епископом Попаяна;
- епископ Lucas Fernández de Piedrahita (27.02.1668 — 16.11.1676) — назначен епискорпом Панамы;
- епископ Diego de Baños y Sotomayor (13.09.1677 — 15.02.1683) — назначен епископом Каракаса;
- епископ Gregorio Iago Pastrana (24.04.1684 — 1690);
- епископ Juan Victores de Velasco O.S.B. (19.07.1694 — 28.11.1707) — назначен епископом Трухильо;
- епископ Luis de Gayoso O.Cist. (30 agosto 1713 — dicembre 1713 deceduto) (vescovo eletto)
- епископ Antonio de Monroy y Meneses O. de M. (21.01.1715 — 1.09.1738);
- епископ José Ignacio Mijares Solórzano y Tobar (11.11.1740 — 1742);
- епископ Juan Nieto Polo del Aguila (15.07.1743 — 28.11.1746) — назначен епископом Кито;
- епископ José Javier de Arauz y Rojas (28.11.1746 — 28.05.1753) — назначен архиепископом Санта-Фе в Новой Гранаде;
- епископ Fernando Camacho y Rojas (28.05.1753 — 1754);
- епископ Nicolás Gil Martínez y Malo (4.08.1755 — 4.04.1763);
- епископ Agustín Camacho y Rojas O.P. (20.08.1764 — 4.03.1771) — назначен архиепископом Санта-Фе в Новой Гранаде;
- епископ Francisco Javier Calvo (4.03.1771 — 22.12.1773);
- епископ Francisco Navarro (13.03.1775 — ноябрь 1788);
- епископ Anselmo José de Fraga y Márquez (29.03.1790 — 1794);
- епископ José Alejandro de Egües y Villamar (1.06.1795 — 1797);
- епископ Diego Santamaría Cevallos O.F.M.Obs. (17.04.1798 — 4.07.1801);
- епископ Eugenio de la Santísima Trinidad Sesé C.R.S.A. (28.09.1801 — 31.10.1803);
- епископ Miguel Sánchez Cerrudo O.F.M.Obs. (20.08.1804 — 4.08.1810);
- епископ Manuel Redondo y Gómez (19.04.1811 — 1813);
- епископ Antonio Gómez Polanco O.F.M.Obs. (28.07.1817 — 13.12.1820);
- епископ José María Esteves (21.05.1827 — 15.10.1834);
- епископ José Luis Serrano (1.02.1836 — 12.05.1852);
- епископ Bernabé Rojas O.P. (13.01.1854 — 13.04.1858);
- епископ Vicente Arbeláez Gómez (13.05.1859 — 6.12.1864);
- епископ José Romero (5.07.1875 — 22.09.1891);
- епископ Rafael Celedón (17.12.1891 — 10.12.1902);
- епископ Francisco Simón y Ródenas O.F.M.Cap. (11.06.1904 — 2.12.1912);
- епископ Francesco Cristoforo Toro (16.12.1913 — 8.02.1917) — назначен епископом Антиокии-Херико;
- епископ Joaquín García Benítez C.I.M. (17.12.1917 — 14.05.1942) — назначен архиепископом Медельина;
- епископ Bernardo Botero Álvarez C.M. (5.07.1944 — 1956) — назначен архиепископом Нуэва-Памплоны;
- епископ Norberto Forero y García (27.05.1956 — 2.06.1971);
- епископ Javier Naranjo Villegas (2.06.1971 — 24.07.1980);
- епископ Félix María Torres Parra (11.12.1980 — 11.05.1987) — назначен архиепископом Барранкильи;
- епископ Hugo Eugenio Puccini Banfi (4.12.1987 — 5.08.2014);
- епископ Luis Adriano Piedrahita Sandoval (5.08.2014 — 11.01.2021, до смерти);
- епископ José Mario Bacci Trespalacios, C.I.M. (19.11.2021 — по настоящее время).